# Anioł Pokoju w Monachium
Anioł Pokoju w Monachium (niem. Friedensengel) – pomnik w postaci kolumny w Monachium, przedstawiający anioła symbolizującego pokój. Znajduje się na skwerze Maximiliansanlagen, na wschód od mostu Luitpoldbrücke.
Kamień węgielny pod budowę kolumny wmurowano w 1896. Odsłonięto ją w 1899. Upamiętnia on pokój między Niemcami i Francją po wojnie w latach 1870–71. W 1981 roku statua anioła spadła z kolumny, lecz powróciła na swoje miejsce.
Anioł wzorowany był na greckiej bogini Nike. Trzyma on gałązkę oliwną symbolizującą pokój.
Wysokość kolumny wynosi 38 metrów, zaś anioł liczy 6 metrów.

## Galeria

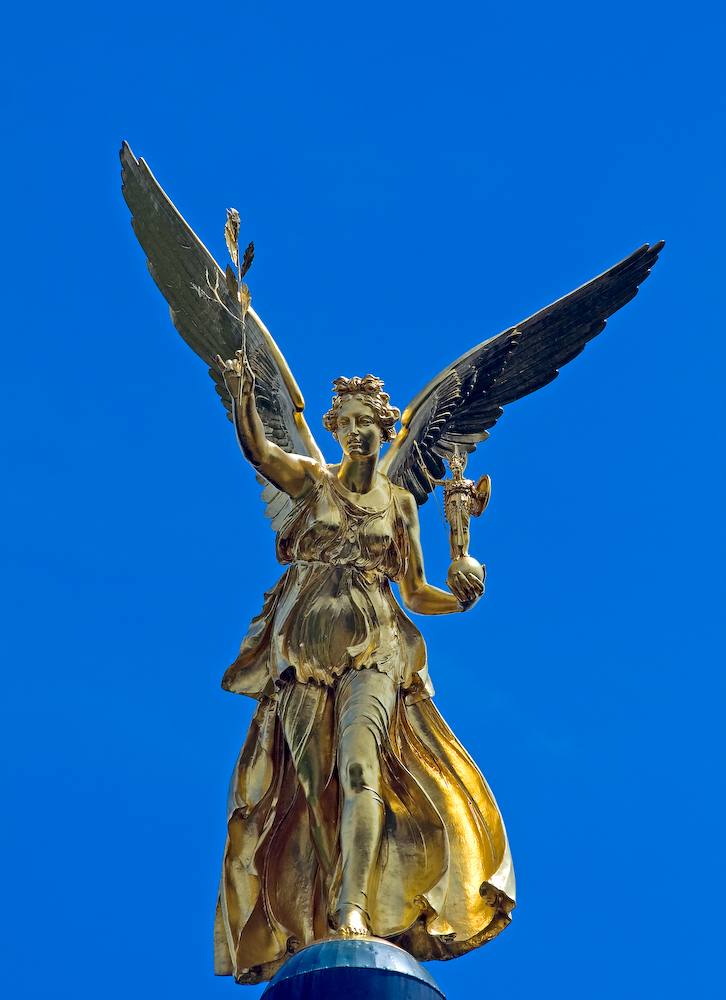
Widok na anioła
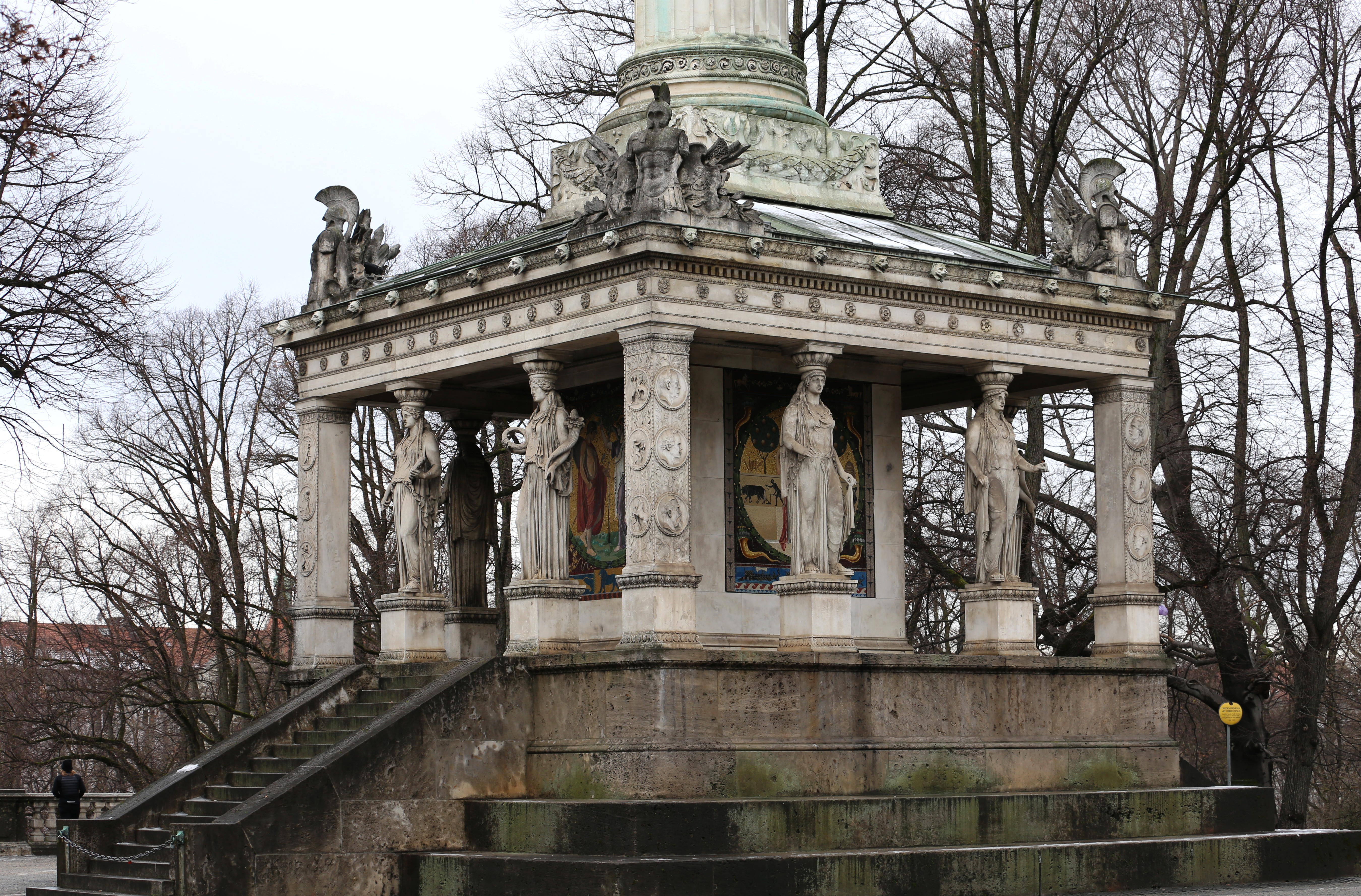
Podstawa kolumny
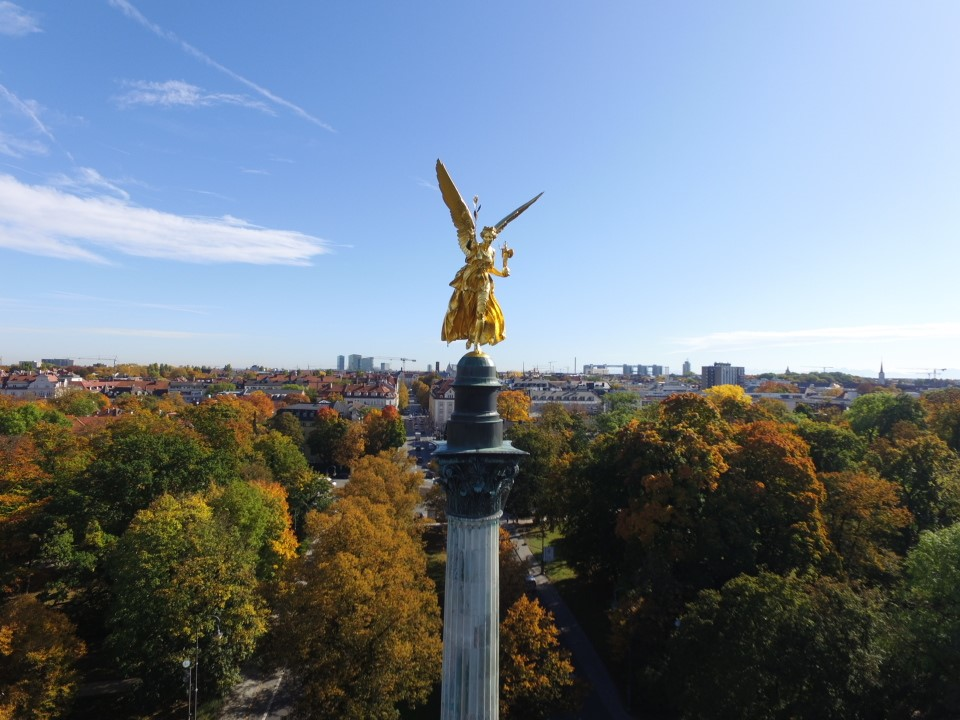
Górna część
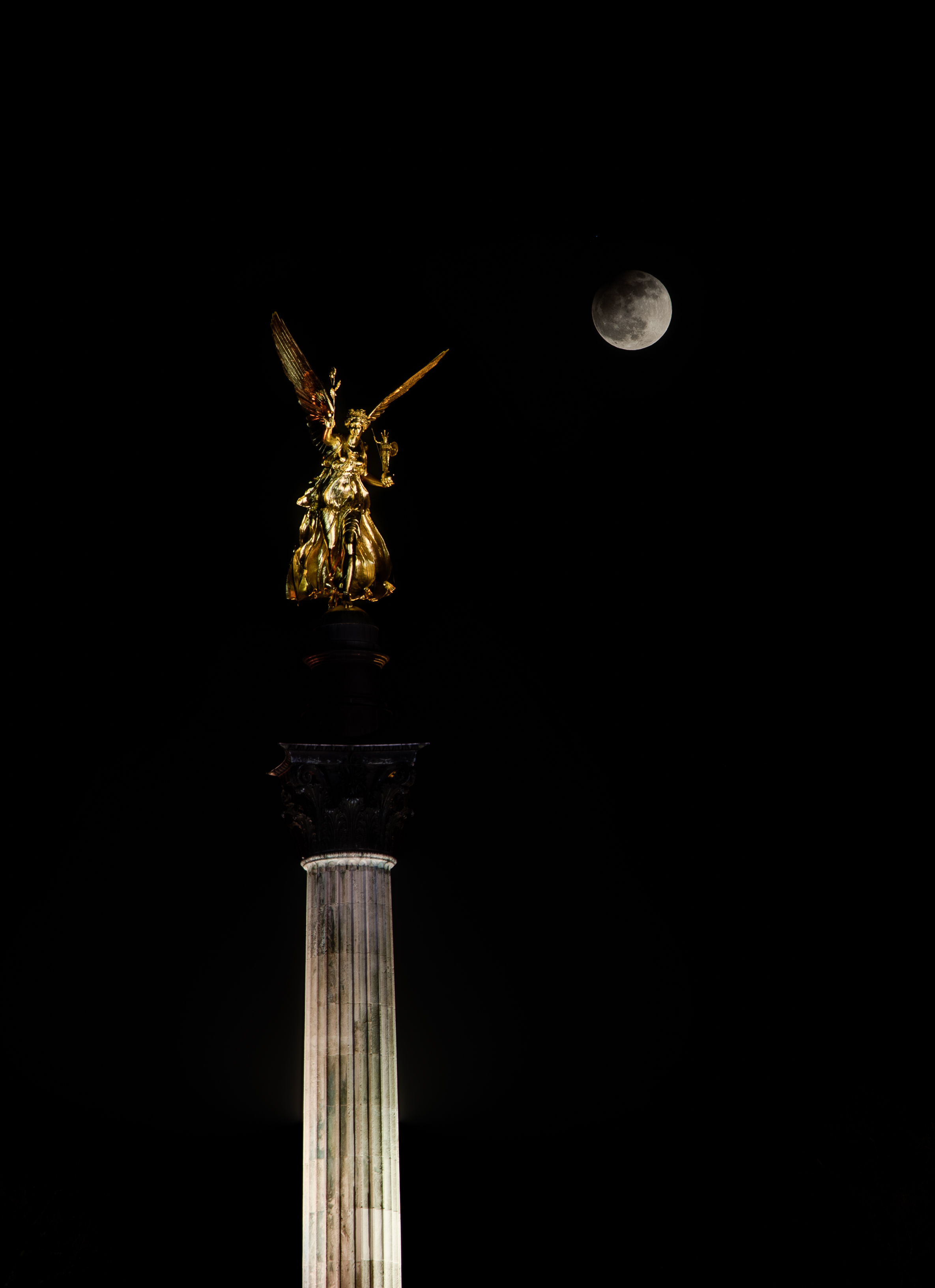
Nocą